# اکسل ماراوال
اکسل ماراوال (انگلیسی: Axel Maraval؛ زادهٔ ۲۰ اکتبر ۱۹۹۳) بازیکن فوتبال اهل فرانسه است.
از باشگاه‌هایی که در آن بازی کرده‌است می‌توان به باشگاه فوتبال موناکو اشاره کرد.